# Ann Eleonora Jørgensen
Ann Eleonora Jørgensen (Hjørring, 16 ottobre 1965) è un'attrice danese.

## Biografia
È nota per il ruolo di Pernille Birk Larsen nella serie TV The Killing e per quello di Pernille Margarethe Kierkegaard nel film di Silvio Soldini Agata e la tempesta.
Per la sua interpretazione in Italiano per principianti ha vinto il Premio Robert 2001 come miglior attrice non protagonista. Una nomination allo stesso premio, ma come miglior attrice protagonista, l'ha ricevuta nel 2005 per Forbrydelsen.

## Filmografia parziale
- Italiano per principianti (Italiensk for begyndere), regia di Lone Scherfig (2000)
- Forbrydelsen, regia di Annette K. Olesen (2004)
- Agata e la tempesta, regia di Silvio Soldini (2004)
- Fatso, regia di Arild Fröhlich (2008)

## Televisione
- the klilling                20 episodi 2007
- l'ispettore barnaby   2 episodi 204 2018